# 홀더 다 실바
홀더 다 실바(포르투갈어: Holder Ocante da Silva, 1988년 1월 12일 ~ )는 기니비사우의 남자 육상 선수이다.

## 개인 최고 기록
| 종목 | 시간    | 장소            | 날짜            | 기타 |
| ---- | ------- | --------------- | --------------- | ---- |
| 100m | 10초 36 | 스페인 살라망카 | 2009년 7월 8일  |      |
| 200m | 21초 01 | 스페인 살라망카 | 2009년 7월 8일  |      |
| 60m  | 6초 80  | 포르투갈 폼바우 | 2011년 2월 21일 |      |

## 올림픽 성적

### 2008년 하계 올림픽남자 100m 성적
|      | 선수         | 세부 종목 | 1차 예선 | 1차 예선 | 2차 예선  | 2차 예선  | 준결선    | 준결선    | 결선      | 결선      |
|      | 선수         | 세부 종목 | 기록     | 순위     | 기록      | 순위      | 기록      | 순위      | 기록      | 최종 순위 |
| 남자 | 홀더 다 실바 | 100m      | 10.58    | 5        | 진출 못함 | 진출 못함 | 진출 못함 | 진출 못함 | 진출 못함 | 진출 못함 |

### 2012년 하계 올림픽남자 100m 성적
|      | 선수         | 세부 종목 | 1차 예선 | 1차 예선 | 2차 예선 | 2차 예선 | 준결선    | 준결선    | 결선      | 결선      |
|      | 선수         | 세부 종목 | 기록     | 순위     | 기록     | 순위     | 기록      | 순위      | 기록      | 최종 순위 |
| 남자 | 홀더 다 실바 | 100m      | 10.69    | 3Q       | 10.71    | 7        | 진출 못함 | 진출 못함 | 진출 못함 | 진출 못함 |

### 2016년 하계 올림픽남자 100m 성적
|      | 선수         | 세부 종목 | 1차 예선 | 1차 예선 | 2차 예선  | 2차 예선  | 준결선    | 준결선    | 결선      | 결선      |
|      | 선수         | 세부 종목 | 기록     | 순위     | 기록      | 순위      | 기록      | 순위      | 기록      | 최종 순위 |
| 남자 | 홀더 다 실바 | 100m      | 10.97    | 4        | 진출 못함 | 진출 못함 | 진출 못함 | 진출 못함 | 진출 못함 | 진출 못함 |

## 입상 기록
- 루소포니아 경기 대회 : 100m  (2006), 200m  (2014)